# Sihwan Kim
Sihwan Kim (Seoel, 4 december 1988) is een Amerikaans golfer.

## Amateur
Sihwan Kim is in Seoel geboren. Zijn ouders verhuisden in oktober 2000 naar Californië om Kim en zijn twee oudere zusjes een betere opvoeding te kunnen geven. Kim ging naar de Sunny Hills High School in Fullerton. Daarna studeerde hij van 2007-2011 aan de Stanford Universiteit, waar Michelle Wie toen ook studeerde. Hij speelde collegegolf voor de Stanford Cardinals. In 2008 kreeg hij de Stanford Steel Award als golfer met de laagste gemiddelde score. Van de 38 rondes had hij er 17 onder par gespeeld.
In 2004 werd de 15-jarige Kim op de Olympic Club winnaar van het US Junior Kampioenschap door David Chung in de finale te verslaan. Hij was een maand ouder dan Tiger Woods was toen die als de jongste ooit dit toernooi won.

### Overwinningen
- 2004: US Junior Amateur Kampioenschap op de Olympic Club, Mission Hills Desert Junior Championship, Rolex Tournament of Champions

## Professional
Kim werd in 2011 professioneel golfer en speelde vanaf 2012 op de Challenge Tour. Onder andere dankzij een tweede plaats op de Le Vaudreuil Golf Challenge en de Kharkov Superior Cup eindigde hij op de negende plaats in de Order of Merit van de Challenge Tour, waardoor hij in 2014 mocht spelen op de Europese PGA Tour. Ondanks twee top tien-noteringen kon Kim zich niet handhaven op het hoogste Europese niveau. Na twee seizoen op de Challenge Tour begon Kim vanaf 2017 ook toernooien te spelen op de Aziatische PGA Tour. In 2018 eindigde Kim als zevende op de order of merit van deze Aziatische tour. Van 2019 tot 2021 speelde Kim voornamelijk op de Europese PGA Tour om in 2022 terug te keren naar de Aziatische Tour. Kim maakte echter ook de overstap naar de nieuwe LIV golf-tour. In 2022 behaalde hij zijn eerste overwinningen als prof met winst op de International Series in Thailand en de Trust Golf Asian Mixed Stableford Challenge. Dankzij deze twee overwinningen was hij ook de eindwinnaar van de order of merit van de Aziatische PGA Tour.

### Overwinningen
| Jaar | Toernooi                                    | Tour                |
| ---- | ------------------------------------------- | ------------------- |
| 2022 | International Series                        | Aziatische PGA Tour |
| 2022 | Trust Golf Asian Mixed Stableford Challenge | Aziatische PGA Tour |